# Клейнеш

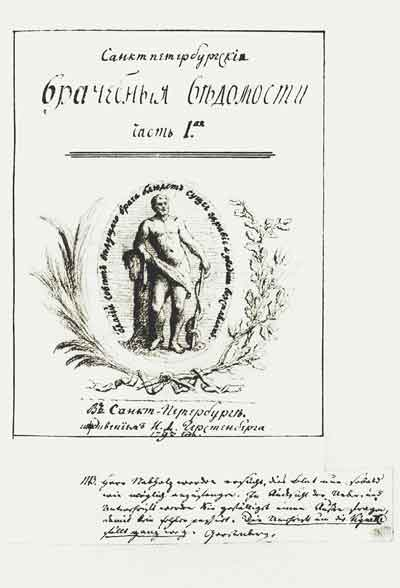
Эскиз титульного листа журнала «Санкт-Петербургские врачебные ведомости»

Клейнеш (Kleinesch) — доктор, основатель первого русского медицинского журнала «Санкт-Петербургские врачебные ведомости».
Биографических сведений о нём отсутствуют. Известно только, что он был душой возникшего в Санкт-Петербурге в 1792 «Общества опытных врачей» и что именно его инициативе и энергии «Ведомости» обязаны своим осуществлением, он же, вместе с профессором Фридрихом (Фёдором Карловичем) Уденом, и редактировал журнал.